# کنستانچین-یژورنا
کُنستانچین-یژورنا (لهستانی: Konstancin-Jeziorna؛ ‏[kɔnˈstaɲt͡ɕin jɛˈʑɔrna]) یک شهر در لهستان است که در گمینا کنستانچین-یژورنا واقع شده‌است. 
کنستانچین-یژورنا ۱۷٫۱ کیلومتر مربع مساحت و ۱۷٬۵۶۶ نفر جمعیت دارد.

## خواهرخوانده
شهرهای Denzlingen و سن ژرمن آن له خواهرخوانده‌های کنستانچین-یژورنا هستند.